# Manuel Castells

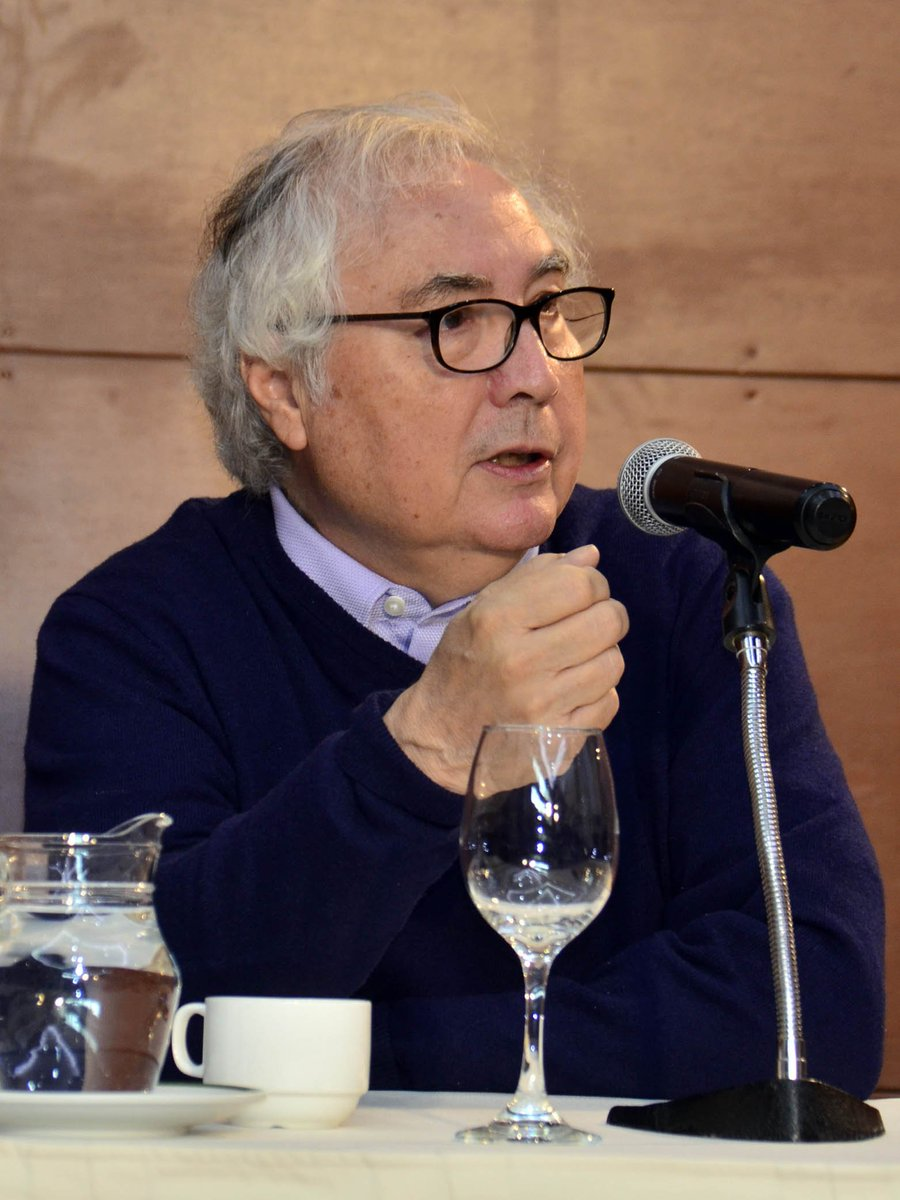
Manuel Castells, 2017

Manuel Castells (* 9. Februar 1942 in Hellín, Provinz Albacete, Spanien) ist ein spanischer Soziologe.

## Leben
Castells wurde in Hellín geboren, lebte als Kind aber auch in Albacete, Madrid, Cartagena, Valencia und Barcelona. Er studierte von 1958 bis 1962 Rechts- und Wirtschaftswissenschaften an der Universität Barcelona. Er engagierte sich gegen Francos Diktatur und musste nach Paris fliehen, wo er als politischer Flüchtling anerkannt wurde und an der Sorbonne 1964 sein Studium abschloss. 1967 promovierte er an der Pariser Universität in Soziologie mit einer statistischen Analyse der Standortpolitik von Wirtschaftsunternehmen in der Umgebung von Paris. Castells erhielt außerdem ein geisteswissenschaftliches Doctorat d’Etat von der Sorbonne sowie ein Doktorat in Soziologie von der Universität Complutense Madrid.
1968 wurde Castells auf Grund seines aktiven Engagements an studentischen Protesten im Jahre 1968 aus Frankreich ausgewiesen und ging ins Exil nach Chile und Kanada, wo er Lehraufträgen nachging. Wenig später wurde er auch dank der Unterstützung Alain Touraines begnadigt und konnte infolgedessen 1970 nach Paris zurückkehren.
Castells unterrichtete zwischen 1967 und 1979 an der Universität Paris Soziologie, zunächst am Nanterre Campus, dann ab 1970 am École des Hautes Études en Sciences Sociales. In dieser arbeitete er auch mit Henri Lefebvre zusammen. 1979 wurde er als Professor an das Department of City and Regional Planning der University of California, Berkeley berufen, und von 1994 bis 1998 leitete er das Berkeley’s Center for Western European Studies.
Castells war außerdem Professor und Direktor des Instituts für die Soziologie neuer Technologien an der Autonomen Universität Madrid sowie Professor am Consejo Superior de Investigaciones Cientificas in Barcelona sowie an 15 weiteren europäischen, US- und lateinamerikanischen, kanadischen und asiatischen Universitäten. Nach seiner Emeritierung von der University of California, Berkeley, 2003 ging er an die University of Southern California und die Annenberg School for Communication als erster Inhaber des Wallis Annenberg Chair of Communication. Er hielt Lesungen an über 300 akademischen wirtschaftlichen Einrichtungen in rund 40 Ländern. 1994 wurde er zum auswärtigen Mitglied der Academia Europaea gewählt. 2006 wurde er korrespondierendes Mitglied der British Academy.
Manuel Castells ist Professor Emeritus für Soziologie und Stadt- und Regionalplanung an der University of California, Berkeley (USA). Er arbeitet derzeit an der Universitat Oberta de Catalunya sowie an der University of California, San Diego.
Im Januar 2020 trat Castells auf Vorschlag der Partei Unidas Podemos das Amt des Ministers für Universitäten im Kabinett des Regierungschefs Pedro Sánchez (PSOE) an. In seiner Amtszeit brachte er ein neues Universitätsgesetz auf den Weg, welches die Finanzierung der Hochschulen sowie die prekären Arbeitsverhältnisse von Dozenten verbessern soll sowie Formen von Affirmative Actions zur Herstellung von Geschlechterparität vorsieht. Er reichte im Dezember 2021 aus gesundheitlichen Gründen seinen Rücktritt ein und wurde durch Joan Subirats abgelöst.

## Werk
Zu Beginn seiner wissenschaftlichen Arbeit war Castells durch den Strukturalismus von Louis Althusser beeinflusst. In den 1970er Jahren spielte Castells eine zentrale Rolle in der Entwicklung der marxistischen Stadtsoziologie.
Castells bisher wohl bedeutendster Beitrag zur Soziologie und Medientheorie ist die dreibändige Studie zur Weltgesellschaft als Netzwerkgesellschaft – The Information Age. Economy, Society, and Culture – die zwischen 1996 und 1998 erstellt wurde und in Zusammenhang mit der Globalisierung und der Digitalisierung weiten Anklang fand. Der Begriff der Netzwerkgesellschaft ist eine Weiterentwicklung von Daniel Bells Informationsgesellschaft. Die wesentliche These dieses Werkes zielt darauf ab, dass ein neues Paradigma, das Netzwerk, zu einem gesamtgesellschaftlichen Phänomen aufgestiegen ist, und nicht wie bisher nur gesellschaftliche Teilbereiche verändert. Castells befasst sich mit global vernetzten Sozialstrukturen und ihrem Einfluss auf Machtkonstellationen und Identitätsfindung. Er sieht darin eine Schwächung nationalstaatlicher Souveränität und eine Stärkung von vernetzten sozialen Gegenbewegungen. Das Werk erschien ab 2001 auch auf Deutsch.

## Auszeichnungen
- 2004 Erich-Schelling-Architekturpreis
- 2011 Erasmus Medal der Academia Europaea
- 2012 Holberg-Preis[9]
- 2013 Balzan-Preis[10]
- 2024 Mitglied der American Academy of Arts and Sciences

## Schriften (Auswahl)
- 2012: Networks of Outrage and Hope. Social Movements in the Internet Age. Polity Press, Cambridge, MA, ISBN 978-0-7456-6284-8
- 2009: Communication power. Oxford University Press, Oxford / New York, ISBN 0-19-956704-2.
- 2006: Mobile Communication and Society: A Global Perspective. MIT Press (Co-Autor)
- 2005: Die Internet-Galaxie. VS Verlag, Wiesbaden 2005, ISBN 3-8100-3593-9, Google Books
- 2001: Das Informationszeitalter. 3 Bände:
  - Band 1: Der Aufstieg der Netzwerkgesellschaft [1996]. Leske + Budrich Verlag, Opladen 2001, ISBN 3-8100-3223-9.
  - Band 2: Die Macht der Identität [1997]. Leske + Budrich Verlag, Opladen 2002, ISBN 3-8100-3224-7.
  - Band 3: Jahrtausendwende [1998]. Campus Verlag, Opladen 2003, ISBN 3-8100-3225-5.
- 2001: The Internet Galaxy. Reflections on Internet, Business, and Society. Oxford University Press
- 2001: Cities and Social Theory. Blackwell (Hrsg. von Ida Susser)
- 2001: Bausteine einer Theorie der Netzwerkgesellschaft. In: Berliner Journal für Soziologie 11, S. 423–440
- 2000: Materials for an explanatory theory of the network society. In: British Journal of Sociology. Special millennium issue 1, 5–24
- 1998: The Information Age: Economy, Society, and Culture, Volume 3: End of Millennium. Blackwell Publishers, Oxford / Malden MA
- 1997: The Information Age: Economy, Society, and Culture, Volume 2: The Power of Identity, Blackwell Publishers, Oxford / Malden MA
- 1996: The Information Age: Economy, Society, and Culture, Volume 1: The Rise of the Network Society, Blackwell Publishers, Oxford / Malden MA
- 1989: The Informational City. Blackwell
- 1983: The City and the Grassroots. University of California Press
- 1973: Luttes urbaines et pouvoir politique; dt. Kampf in den Städten: gesellschaftliche Widersprüche und politische Macht. Berlin 1975 (Neuauflage 2012)
- 1973: La Question Urbaine